# République de Nouvelle-Grenade
Pour les articles homonymes, voir Nouvelle-Grenade.
1831-–1858
Entités précédentes :
- Grande Colombie
(District de Nouvelle-Grenade)

Entités suivantes :
- Confédération grenadine

La république de Nouvelle-Grenade (en espagnol : República de la Nueva Granada) est une ancienne république centralisée formée par la Colombie, le Panama et la Côte des Mosquitos, ce dernier territoire étant intégré aujourd'hui dans le Nicaragua. Elle succède au district de Nouvelle-Grenade, après la dissolution de la Grande Colombie en 1830 et est remplacée par la Confédération grenadine en 1858.

## Histoire
La république de Nouvelle-Grenade nait de la désagrégation de la Grande Colombie après les indépendances du Venezuela (le 27 décembre 1829) et de l'Équateur (le 13 mai 1830).
Ce qui reste de la Grande Colombie, correspondant au District de Nouvelle-Grenade (regroupant les actuels pays de Colombie, du Panama ainsi que la côte des Mosquitos dans l'actuel Nicaragua) se regroupe le 28 avril 1831 lors de la convention d'Apulo sous la vice-présidence provisoire de Domingo Caicedo.
Le 20 octobre 1831, la Convention grenadine fait du pays une république centralisée avec des tendances fédérales appelée république de Nouvelle-Grenade (espagnol : República de la Nueva Granada). Un régime présidentiel est établi et Francisco de Paula Santander est élu par le Congrès de la république de Colombie pour quatre ans. La nouvelle constitution est adoptée le 29 février 1832.
En 1858, un changement constitutionnel transforme la république de Nouvelle-Grenade en un État plus décentralisé nomme Confédération grenadine, amorçant là la période de fédéralisme qu'a connu le pays entre 1858 et 1886.

## Géographie

### Organisation territoriale
Selon la constitution, le territoire de la république de Nouvelle-Grenade est divisé en provinces. Chaque province se compose d'un ou plusieurs cantons, et chaque canton est divisé en districts paroissiaux.

Division politique de la république de Nouvelle-Grenade en 1835.

Les provinces de 1832 sont celles qui participèrent à la Convention grenadine :
- Antioquia (capitale : Medellín)
- Barbacoas (capitale : Barbacoas)
- Cartagena (capitale : Cartagena)
- Casanare (capitale : Pore)
- Mariquita (capitale : Mariquita)
- Pamplona (capitale : Pamplona)
- Panama (capitale : Panama)
- Pasto (capitale : San Juan de Pasto)
- Popayán (capitale : Popayán)
- Rio Hacha (capitale : Riohacha)
- Santa Fe (capitale : Bogota)
- Santa Marta (capitale : Santa Marta)
- Socorro (capitale : Socorro)
- Tunja (capitale : Tunja)
- Vélez (capitale : Vélez)
- Veragua (capitale : Santiago de Veraguas)

En 1843 il y a 20 provinces, 131 cantons, 810 districts paroissiaux, 70 aldeas et 2 territoires nationaux : celui de Caquetá (capitale : Mocoa), au sud-est du pays et comprenand toute la région amazonienne de l'actuelle Colombie, et celui de La Guajira, dans la péninsule homonyme.
Ces 20 provinces sont Antioquia, Bogota, Buenaventura, Cartagena, Casanare, Cauca, Chocó, Mariquita, Mompós, Neiva, Pamplona, Panama, Pasto, Popayán, Riohacha, Santa Marta, Socorro, Tunja, Vélez et Veragua. En 1853, les cantons sont abolis.

Division politique de la république de Nouvelle-Grenade en 1847

Entre 1843 et 1848 sont créées les provinces de Barbacoas (qui avait été supprimée) et Túquerres, et entre 1848 et 1856 celle de Azuero, Zipaquirá, Córdoba, Cundinamarca, Chiriquí, Medellín, Ocaña, Santander, Soto, Tequendama, Tundama et Valle de Upar,. 

Division politique de la république de Nouvelle-Grenade en 1853

En 1856, les différents gouvernements, cédant aux fortes tendances régionalistes existantes, ont donc divisé la république de Nouvelle-Grenade en 36 provinces, :
- Antioquia (capitale : Antioquia)
- Azuero (capitale : Los Santos)
- Barbacoas (capitale : Barbacoas)
- Bogota (capitale : Bogota)
- Buenaventura (capitale : Cali)
- Casanare (capitale : Pore)
- Cartagena (capitale : Cartagena)
- Cauca (es) (capitale : Buga)
- Chiriquí (capitale : David)
- Chocó (capitale : Quibdó)
- Córdoba (capitale : Rionegro)
- Cundinamarca (es) (capitale : Gachetá)
- García Rovira (capitale : Málaga)
- Mariquita (capitale : Mariquita)
- Medellín (es) (capitale : Medellín)
- Mompós (capitale : Mompós)
- Neiva (capitale : Neiva)
- Ocaña (capitale : Ocaña)
- Pamplona (capitale : Pamplona)
- Panama (capitale : Panama)
- Pasto (capitale : San Juan de Pasto)
- Popayán (capitale : Popayán)
- Rio Hacha (capitale : Riohacha)
- Sabanilla (capitale : Barranquilla)
- Santa Marta (capitale : Santa Marta)
- Santander (capitale : Cúcuta)
- Socorro (capitale : Socorro)
- Soto (es) (capitale : Piedecuesta)
- Tequendama (es) (capitale : Fusagasugá)
- Tunja (capitale : Tunja)
- Tundama (es) (capitale : Santa Rosa)
- Túquerres (es) (capitale : Ipiales)
- Valle de Upar (es) (capitale : Valledupar)
- Vélez (capitale : Vélez)
- Veragua (capitale : Santiago de Veraguas)
- Zipaquirá (es) (capitale : Zipaquirá)

La république de Nouvelle-Grenade comprend des territoires situés à la périphérie du pays :
- Territoire national du Caquetá (capitale : Mocoa), au sud-est du pays et comprenand toute la région amazonienne de l'actuelle Colombie.
- Territoire national de San Martín (capitale : San Martín), comprenant les llanos orientals entre les ríos Meta et Guaviare.
- Côte des Mosquitos : bien que par la Real Cédula du 20 novembre 1803, qui transféra la Côte des Mosquitos de la Capitainerie générale du Guatemala à la Vice-royauté de Nouvelle-Grenade, elle forme une partie de la Nouvelle-Grenade, elle n'a jamais connu de domination effective. Elle dépend juridiquement de la province de Cartagena.
- Territoire national de San Andrés et Providencia, également une part de la Nouvelle-Grenade depuis la même Real Cédula. Il dépend juridiquement de la province de Cartagena.

## Politique

### Présidents
| Portrait | Nom                          | Début du mandat  | Fin du mandat   | Appartenance politique | Notes |
| -------- | ---------------------------- | ---------------- | --------------- | ---------------------- | ----- |
|          |                              |                  |                 |                        |       |
|          | José María Obando            | 23 novembre 1831 | 10 mars 1832    |                        |       |
|          | Francisco de Paula Santander | 10 mars 1832     | 1er avril 1837  |                        |       |
|          | José Ignacio de Márquez      | 1er avril 1837   | 1er avril 1841  | Conservateur           |       |
|          | Pedro Alcántara Herrán       | 1er avril 1841   | 1er avril 1845  | Conservateur           |       |
|          | Juan de Dios Aranzazu        | 5 juin 1841      | 19 mai 1842     | Libéral                |       |
|          | Tomás Cipriano de Mosquera   | 1er avril 1845   | 1er avril 1849  | Conservateur           |       |
|          | José Hilario López           | 1er avril 1849   | 1er avril 1853  | Libéral                |       |
|          | José María Obando            | 1er avril 1853   | 17 avril 1854   | Libéral                |       |
|          | José María Melo              | 17 avril 1854    | 4 décembre 1854 | Libéral                |       |
|          | Tomás de Herrera             | 21 avril 1854    | 5 août 1854     | Libéral                |       |
|          | José de Obaldía              | 5 août 1854      | 1er avril 1855  | Libéral                |       |
|          | Manuel María Mallarino       | 1er avril 1855   | 1er avril 1857  | Conservateur           |       |
|          | Mariano Ospina Rodríguez     | 1er avril 1857   | 22 mai 1858     | Conservateur           |       |

## Démographie
Selon le recensement de 1851, la république de Nouvelle-Grenade compte un total de 2 240 054 habitants, dont 1 086 705 hommes et 1 153 349 femmes. 
La répartition par province est la suivante :
| Province  | Hommes  | Femmes  | Total   |
| --------- | ------- | ------- | ------- |
| Bogota    | 153 303 | 164 048 | 317 351 |
| Tunja     | 78 899  | 84 060  | 162 959 |
| Socorro   | 75 262  | 81 823  | 157 085 |
| Tundama   | 74 202  | 78 551  | 152 753 |
| Cartagena | 73 706  | 78 244  | 151 950 |
| Vélez     | 53 518  | 55 903  | 109 421 |
| Mariquita | 51 380  | 53 725  | 105 105 |
| Neiva     | 48 581  | 54 422  | 103 003 |
| Córdoba   | 45 393  | 45 448  | 90 841  |
| Medellín  | 37 934  | 39 560  | 77 494  |

| Province    | Hommes | Femmes | Total  |
| ----------- | ------ | ------ | ------ |
| Popayán     | 37 503 | 39 602 | 77 105 |
| Antioquia   | 37 311 | 37 742 | 75 053 |
| Cauca (es)  | 34 164 | 36 584 | 70 748 |
| Pamplona    | 31 126 | 31 864 | 62 990 |
| Soto        | 26 550 | 28 217 | 54 767 |
| Panama      | 24 474 | 27 848 | 52 322 |
| Chocó       | 22 040 | 21 609 | 43 649 |
| Túquerres   | 20 577 | 22 530 | 43 107 |
| Santa Marta | 17 883 | 18 602 | 36 485 |
| Azuero      | 16 701 | 17 942 | 34 643 |
| Veragua     | 16 444 | 17 420 | 33 864 |

| Province     | Hommes | Femmes | Total  |
| ------------ | ------ | ------ | ------ |
| Buenaventura | 14 839 | 16 311 | 31 150 |
| Mompóx       | 14 281 | 15 926 | 30 207 |
| Pasto        | 13 225 | 14 395 | 27 620 |
| Barbacoas    | 13 488 | 13 031 | 26 519 |
| Ocaña        | 11 083 | 12 367 | 23 450 |
| Santander    | 9 974  | 11 308 | 21 282 |
| Casanare     | 9 133  | 9 440  | 18 573 |
| Chiriquí     | 8 532  | 8 747  | 17 279 |
| Riohacha     | 8 173  | 8 173  | 17 247 |
| Valledupar   | 7 026  | 7 006  | 14 032 |